# Acritosoma ovatum
Acritosoma ovatum is een keversoort uit de familie zwamkevers (Endomychidae). De wetenschappelijke naam van de soort werd in 1995 gepubliceerd door Pakaluk & Slipinski.